# Verlag Kirchschlager
Der Verlag Kirchschlager ist ein im thüringischen Arnstadt ansässiger Verlag mit Schwerpunkten in historischer Kriminalistik und Regionalkunde. Der Verlag wurde 1995 durch den Historiker und Autor Michael Kirchschlager gegründet.

## Verlagsprogramm

### Kriminalistik
Im Jahr 2001 veröffentlichte der Verlag den Band Das thüringische Obscurum – Erschreckliche, scheuderliche und greuliche Geschichten. Mit dem erfolgreichen Band etablierten sich kriminalhistorische Sachbücher als Schwerpunkt des Verlagsprogramms. Weitere Bände wie Das sächsische Obscurum, Das sächsisch-anhaltische Obscurum etc. folgten; hinzu kamen weitere Sammelreihen wie Historische Serienmörder und Kriminalchronik des Dritten Reiches.
Die Preußische Kriminalchronik hingerichteter Verbrecher wurde 2008 in der Frankfurter Allgemeinen Zeitung rezensiert.
Gerd Frank stellt in seiner seit 2014 erscheinenden Reihe Totmacher historische Kriminalfälle – insbesondere Serienmörder – mit verschiedenen geographischen Schwerpunktsetzungen (Deutschland, Russland, Asien, USA etc.) zusammen. Bis April 2016 sind sechs Bände der Reihe erschienen.
Die 2014 und 2015 erschienenen zweibändigen Mordfälle im Bezirk Gera des ehemaligen Kriminalrates Hans Thiers entwickelten sich zu regionalen Bestsellern.
Im Rahmen eines Projekts über historische Serienmörder kam 2014 eine Zusammenarbeit mit dem Schwedischen Polizeisportverlag (Svensk Polisidröttsförlaget) zustande.

### Regionalkunde
Ein Schwerpunkt des Verlagssortiments außerhalb der Kriminalliteratur liegt auf Arnstadt und Umgebung, so wurden unter anderem ein Stadtführer und ein Band mit Mundarterzählungen (Ingrid Groth, Eucheens Geschichten am Gartenzaun, 2012) veröffentlicht. Zudem gehören Veröffentlichungen zur historischen Thüringer Küche zum Programm; etwa ein Thüringer Bierbuch oder Neuausgaben historischer Kochbücher. Auch weitere historische Bücher aus dem Thüringer Raum, etwa von Eduard Fritze, wurden als Reprints veröffentlicht.

## Weitere Aktivitäten
2002 war der Verlag zum ersten Mal auf der Leipziger Buchmesse präsent; 2005 auch zum ersten Mal auf der Frankfurter Buchmesse.
Das Verlagsarchiv beinhaltet eine umfangreiche Sammlung zum Thema Kriminalistik.

## Auszeichnungen
2012 wurde der Verlag mit dem Stifterpreis der Stiftung Deutsche Schrift des Bundes für deutsche Schrift und Sprache geehrt. Zuvor war er bereits für diesen Preis nominiert gewesen.